# جيراردو كريستيان هرنانديز
جيراردو كريستيان هرنانديز (بالإسبانية: Gerardo Christian Hernández)‏ هو لاعب كرة قدم مكسيكي، ولد في 12 يوليو 1982.